# Mukesh
Mukesh Chand Mathur, de son état civil Zoravar Chand (22 juillet 1923 à Delhi - 27 août 1976), plus connu sous le nom de Mukesh, est l'un des plus célèbres chanteurs de playback indien avec Mohammed Rafi et Kishore Kumar.
Il est surtout connu pour avoir interprété les chansons des films de Raj Kapoor dans les années 1950 et 1960. Il a souvent aussi été la voix de l'acteur Johnny Walker. 